# Alphazone
Alphazone war eine deutsche Tranceformation bestehend aus Alex Zwarg und Arne Reichelt. Sie entstand 1995. 1996 veröffentlichten sie ihre erste Single „Overload“. 2001 wurden sie mit ihrem Remix zu DJ Kims „Jetlag“ bekannt und veröffentlichten mehrere erfolgreiche Singles im Anschluss. Ihre Musik ließ sich in den Bereich Hard Trance zuordnen, sie ist jedoch weniger mit dem aktuellen Hardtrance-Sound vergleichbar, der sich stärker an Tech-Trance anlehnt.
Das Duo war auch unter folgenden Pseudonymen bekannt: Desire, D-Mention, Nebulus, Bias Bros., Crusader, Nightflight, Pump Machine, Saturator.

## Diskografie

### Singles
- 2001: Daydream (als D-Mention)
- 2002: Stay
- 2003: Rockin
- 2004: Flashback
- 2004: Revelation
- 2004: Desire (als „Nightflight“)
- 2004: Destination Paradise (als Nebulus)
- 2005: Sunrise
- 2006: My House is Your House 2006 (als Crusader)
- 2007: Forever

### Remixe (Auswahl)
- 2001: DJ Kim – Jetlag
- 2002: Fragrance – Don’t Break My Heart
- 2002: Ian Van Dahl – Try
- 2002: Dave Joy – Second Chase
- 2003: Saltwater – The Legacy
- 2006: Nish – Sagittarius

## Belege
1. ↑  Chartquellen: UK